# Belah
Belah is een bestuurslaag in het regentschap Pacitan van de provincie Oost-Java, Indonesië. Belah telt 3672 inwoners (volkstelling 2010).